# Hoffmannia macrosiphon
Hoffmannia macrosiphon är en måreväxtart som beskrevs av Paul Carpenter Standley. Hoffmannia macrosiphon ingår i släktet Hoffmannia och familjen måreväxter. Inga underarter finns listade i Catalogue of Life.